# Ольтре-иль-Колле
Ольтре-иль-Колле (итал. Oltre il Colle) — коммуна в Италии, располагается в регионе Ломбардия, в провинции Бергамо.
Население составляет 1081 человек (2008 г.), плотность населения составляет 12 чел./км². Занимает площадь 89 км². Почтовый индекс — 24013. Телефонный код — 0345.
Покровителем коммуны почитается святой апостол Варфоломей, празднование 24 августа.

## Демография
Динамика населения:

## Администрация коммуны
- Официальный сайт: http://www.comune.oltreilcolle.bg.it/ Архивная копия от 25 июля 2008 на Wayback Machine